# Bob Dvoranen
 Robinson Alessandro Dvoranen  (Maringá, 23 de dezembro de 1983) é  um voleibolista indoor brasileiro, atuante na posição de ponteiro, com marca de alcance de 340 cm no ataque e 330 cm no bloqueio, que conquistou a medalha de bronze na edição do Campeonato Sul-Americano de Clubes de 2009 no Brasil e semifinalista na edição do ano de 2017 também no referido país. Em clubes disputou a edição da Liga dos Campeões da Europa de 2013.

## Carreira
O início de sua carreira deu-se em Maringá, depois competiu pela Marialva Vôleie em 2001 foi convocado para compor o elenco infantojuvenil da Seleção Brasileira em preparação para a edição do Campeonato Mundial desta categoria, edição que foi realizada em Cairo, Egito.
Foi atleta do Wizard/Suzano na jornada 2002-03, conquistando  em 2002 o título dos 66º Jogos Abertos do Interior, disputados em Francae o vice-campeonato neste mesmo ano nos Jogos Regionais;  competindo na edição do Campeonato Paulista de 2002,conquistando o títuloe disputou sua primeira edição da Superliga Brasileira A 2002-03, não registrando nenhum pontoe finalizando com o bronze.
Em 2003 foi novamente convocado para Seleção Brasileira, desta vez em preparação para o Campeonato Mundial Juvenil deste ano, cujo técnico era Antônio Marcos Lerbachmas não esteve no grupo de atletas que disputaram referido mundial que ocorreu em Teerã,Irã.
Renovou com o Wizard/Suzano e disputou as competições do período esportivo 2003-04, alcançando o bicampeonato nos Jogos Abertos do Interior de São Paulo e o título dos Jogos Regionais em 2003, e disputou o Campeonato Paulista deste anoobtendo o vice-campeonat e o quarto posto na posição na edição da Superliga Brasileira A 2003-04, marcando sete pontos, sendo seis pontos de ataques e um de bloqueios.
Em 2004 representou a Seleção Paulista na edição do Campeonato Brasileiro de Seleções Estaduais, divisão especial, na categoria juvenil, realizado em Saquarema , ocasião que conquistou o título.
Na temporada seguinte transferiu-se para o Lupo Náutico, disputou os 68ª edição dos Jogos Abertos do Interior de 2004, em Barretos, também no mesmo ano a edição do Campeonato Paulistaalcançando o quarto lugar, e alcançou a oitava colocação na Superliga Brasileira A 2004-05, marcando 301 pontos, sendo 273 pontos de ataques, 25 de bloqueios e três de saques.
Nas competições do período esportivo de 2005-06 foi contratado pela  Unisul/Nexxeraconquistando o título do Campeonato Catarinense de 2005;também foi vice-campeão do Campeonato Paulista de 2005, quando por este clube representou o GR Barueri no referido certame, com a alcunha Unisul/Barueri, e ainda por esta fusão  conquistou o título da Copa São Paulo de 2005 e disputou a Superliga Brasileira A 2005-06 e conquistou o bronze nesta edição.
Na sequência de sua carreira, transferiu-se para a  Ulbra/Uptime e conquistou o título da Copa Samsung e do Campeonato Gaúcho, ambas em 2006 e antes conquistou o título da Copa Brasil Sul no mesmo ano, já disputando a Superliga Brasileira A 2006-07  conquistou o bronze.
Renovou com a Ulbra/Suzano/Uptime para a jornada 2007-08, sob o comando do técnico Percy Oncken, participando da conquista do título do Campeonato Paulista de 2007, como também os títulos do Campeonato Gaúcho,  dos  Jogos Abertos do Interior de São Paulo  e dos Jogos Regionais de São Paulo, todos no mesmo ano; também disputou por este clube a edição da Superliga Brasileira A 2007-08, e mais uma vez encerrou com o bronze e foi o décimo melhor atacante da edição.
No período esportivo de 2008-09 permanece na Ulbra/Suzano/Massageol, obteve o título do Campeonato Paulista de 2008 e também o título do Campeonato Gaúcho de 2008, edição finalizada em 2009, além dos títulos dos Jogos Abertos do Interior em Piracicaba e dos Jogos Regionais em Caraguatatuba;disputou a edição da Superliga Brasileira A 2008-09finalizando na sétima posição da Superliga Brasileira A 2008-09, sendo o segundo melhor atacante e oitavo entre os melhores sacadores.
O Sada Cruzeiro o contratou para as disputadas de 2009-10
 e disputou a edição do Campeonato Sul-Americano de Clubes de 2009 realizado em Florianópolis, no Brasil e conquistou a medalha de bronze, também conquistou neste ano o vice-campeonato no torneio  Desafio  Globo Minas.
Ainda em 2009 obteve pelo Sada Cruzeiro o título da Copa Santa Catarina de forma invicta,  o bronze no Campeonato Mineiro de 2009 e disputou a Superliga Brasileira A 2009-10 conquistou a terceira colocação, sendo o oitavo colocado entre os melhores receptores da edição.
Pela primeira vez passou a jogar no voleibol italiano, quando foi contratado pelo BCC-NEP Castellana Grotte na temporada 2010-11e finalizou na décima terceira posição na correspondente Liga A1 Italiana.
Repatriado pelo Vôlei Futuro  na jornada seguinte e pelo Campeonato Paulista de 2011 conquistou o terceiro lugar, mas foi campeão dos Jogos Abertos do Interior de 2011 em Mogi das Cruzes e foi vice-campeão da edição 2011-12 da Superliga Brasileira A, registrando 165 pontos, 135 pontos de ataques, 22 de bloqueios e 8 de saques.
Nas disputas de 2012-13 foi atuar pelo clube romeno do Remat Zalau conquistando o bronze na Liga A Romena (Divizia) correspondente; anda disputou por este time a edição da Liga dos Campeões da Europa de 2013, disputando apenas a primeira fase, de ligas, finalizando na vigésima segunda posição.
Em 2013 atuou pelo time indonésio do Jakarta Pertamina Energie disputou a Liga A Indonésia (Proliga) correspondentee conquistou o bronze nesta edição.
Contratado pela equipe mineira do  Montes Claros Vôlei para a temporada 2013-14, em 2013 sagrou-se campeão da Supercopa Banco do Brasil  e na sequência obteve o título inédito da Superliga Brasileira B de 2013, obtendo a promoção a Superliga Brasileira A 2013-14; na Superliga Brasileira A 2013-14 a equipe não fez uma boa campanha, finalizando na décima segunda posição, ou seja, em último lugar.
Em 2014 reforçou a equipe do Shahrdari Tabriz e disputou a Liga A Iraniana 2013-14 e alcançou o sétimo lugar na ediçãoeste foi mais um dos clubes que Bob citou em entrevista que ao longo de sua carreira onde houve atrasos de salários e descumprimento de valores acordados .
E na temporada de 2014-15 representou o São José Vôlei foi semifinalista no Campeonato Paulista de 2014 e terminou na vice lanterna da correspondente Superliga Brasileira A.
Retornou ao Montes Claros Vôlei na jornada esportiva de 2015-16conquistando o bronze no Campeonato Mineiro de 2015e atuando na Superliga Brasileira A 2015-16e encerrou na quinta posiçãoe registrou 322 pontos, destes foram: 286 de ataques, 28 de bloqueios e 8 de saques.
Renovou com o Montes Claros Vôlei para a temporada 2016-17, novamente ficou com o bronze na edição do Campeonato Mineiro de 2016 e novamente termina na quinta colocação na Superliga Brasileira A 2016-17 e recebeu o premo de melhor recepção/passe da competição.
Em 2017 disputou através do Montes Claros Vôlei, representante da cidade-sede  , a edição do Campeonato Sul-Americano de Clubes realizado na cidade de Montes Claros, alcançando as semifinais e finalizando na quarta posição.
Na temporada de 2017-18 defendeu as cores do Minas Tênis Clube e conquistou o vice-campeonato na edição do Campeonato Mineiro de 2017 e finalizou novamente em quinto lugar na Superliga Brasileira a 2017-18, após eliminação nas quartas de final.
Em 2020, juntou-se ao Sporting Clube de Portugal.

## Títulos e resultados
- Campeonato Sul-Americano de Clubes:2017[82]
- Superliga Brasileira B:2013[67]
- Supercopa Banco do Brasil:2013[67]
- Superliga Brasileira A:2011-12[58]
- Liga A Indonésia:2013[66]
- Liga A Romena:2012-13[62]
- Superliga Brasileira A:2009-10[51]
- Superliga Brasileira A:2007-08[35]
- Superliga Brasileira A:2006-07[31]
- Superliga Brasileira A:2005-06[28]
- Superliga Brasileira A:2002-03[9]
- Superliga Brasileira A:2003-04[15]
- Campeonato Gaúcho: 2006[29], 2007[33] e 2008[38]
- Campeonato Catarinense:2005[23]
- Campeonato Mineiro:2017[84]
- Campeonato Mineiro:2015[74]
- Campeonato Mineiro:2009[49] e 2016
- Campeonato Paulista:2002[7], 2007[32] e 2008[37]
- Campeonato Paulista:2003[14],2005[25]
- Campeonato Paulista:2011[55]
- Campeonato Paulista:2004[20]
- Copa Brasil Sul:2006[29]
- Copa São Paulo:2005[26]
- Desafio Globo Minas:2009[47]
- Copa Santa Catarina:2009[48]
- Copa Samsung de Clubes:2006[29]
- Jogos Abertos do Interior de São Paulo:2002[4], 2007[33], 2008[38] e 2011[56]
- Jogos Regionais de São Paulo:2007[33] e 2008[38]
- Jogos Regionais de São Paulo:2002[5]
- Campeonato Brasileiro de Seleções Juvenil:2004[17]

## Premiações individuais
- Melhor Recepção da Superliga Brasileira A 2016-17[79]
- 8º Melhor Recepção da Superliga Brasileira A 2009-10[52]
- 2º Melhor Atacante da Superliga Brasileira A 2008-09[42]
- 8º Melhor Sacador da Superliga Brasileira A 2008-09[42]
- 10º Melhor Atacante da Superliga Brasileira A 2007-08[36]